# Aspelta bidentata
Aspelta bidentata är en hjuldjursart som beskrevs av Wulfert 1961. Aspelta bidentata ingår i släktet Aspelta och familjen Dicranophoridae. Inga underarter finns listade i Catalogue of Life.